# Тугване, Джозайя
Джозайя Тугване (Josia Thugwane; род. 15 апреля 1971, Бетал, ЮАР) — южноафриканский легкоатлет, который специализировался в марафоне. Олимпийский чемпион 1996 года с результатом 2:12.36. На Олимпиаде 2000 года занял 20-е место. В 2002 году занял 30-е место на чемпионате мира по полумарафону. На чемпионатах мира 2001 и 2003 годов не смог закончить дистанцию. Победитель полумарафона Great North Run 1998 года.
Является представителем народа ндебеле. Также стал первым чернокожим олимпийским чемпионом из ЮАР.

## Достижения
- 1997:  Фукуокский марафон — 2:07.28
- 1997:  Лондонский марафон — 2:08.06
- 2001:  Сеульский марафон — 2:11.52
- 2002:  Наганский марафон — 2:13.23